# Международный студенческий баскетбольный кубок
Международный студенческий баскетбольный кубок — международный турнир по баскетболу среди студенческих сборных стран мира. МСБК является правопреемником Международной студенческой баскетбольной лиги, чемпионат которой проводился на протяжении 5 сезонов с 2012 по 2017 годы.

## История
МСБК является правопреемником Международной студенческой баскетбольной лиги, чемпионат которой проводился на протяжении пяти сезонов: с 2012 по 2017 годы.
За эти годы в его матчах приняли участие команды из 18 стран мира: США, Бразилии, ЮАР, Индии, Китая, Литвы, Великобритании, Испании, Италии, Грузии и других государств.
Турнир протекал на регулярной основе в течение года: команды собирались на туры в разных городах и странах. Под эгидой МCБЛ проводились выставочные матчи, мастер-классы и открытые турниры.
В 2018 году на смену МCБЛ пришел Международный студенческий баскетбольный кубок, который теперь проводится ежегодно.
В первом турнире приняли участие 13 мужских команд из 12 стран Европы и Азии. Он прошёл в Москве с 18 по 24 мая 2018 года. Финальный матч, в котором встретились сборные России и Беларуси, прошёл при полных трибунах, а его трансляцию в интернете посмотрели более 100 000 человек со всего мира.
За все эти годы неизменным сохранялся принцип участия в матчах только действующих студентов.

## Достижения команд
| Клуб             | Золото   | Серебро  | Бронза   |
| ---------------- | -------- | -------- | -------- |
| Россия-1         | 1 (2018) | 1 (2019) | −        |
| Сербия           | 1 (2019) | −        | 1 (2018) |
| Беларусь         | −        | 1 (2018) | −        |
| Китайский Тайбэй | −        | −        | 1 (2019) |

## Победители и призёры
| Год            | Место проведения турнира | Финал    | Финал | Финал    | Матч за 3-е место | Матч за 3-е место | Матч за 3-е место |
| Год            | Место проведения турнира | Золото   | Счёт  | Серебро  | Бронза            | Счёт              | 4-е место         |
| -------------- | ------------------------ | -------- | ----- | -------- | ----------------- | ----------------- | ----------------- |
| 2018 Подробнее | Москва                   | Россия-1 | 72:66 | Беларусь | Сербия            | 85:81             | Россия-2          |
| 2019 Подробнее | Москва                   | Сербия   | 86:74 | Россия-1 | Китайский Тайбэй  | 90:81             | Хорватия          |

## Награды

### Самый ценный игрок
| Год  | Игрок         | Команда  | Ссылка |
| ---- | ------------- | -------- | ------ |
| 2018 | Игорь Вольхин | Россия-1 | [ 1 ]  |
| 2019 | Данило Тасич  | Сербия   | [ 2 ]  |

### Символические пятёрки
| Год  |                        |                   |                  |
| Год  | Позиция                | Игроки            | Команды          |
| ---- | ---------------------- | ----------------- | ---------------- |
| 2018 | Разыгрывающий защитник | Даниил Аксёнов    | Россия-2         |
| 2018 | Атакующий защитник     | Страхинья Стоячич | Сербия           |
| 2018 | Лёгкий форвард         | Евгений Белянков  | Беларусь         |
| 2018 | Тяжёлый форвард        | Антон Рочняк      | Украина          |
| 2018 | Центровой              | Александр Джева   | Польша           |
| 2019 | Разыгрывающий защитник | Патрик Ямбрович   | Хорватия         |
| 2019 | Атакующий защитник     | Страхинья Стоячич | Сербия           |
| 2019 | Лёгкий форвард         | Тинг Чиен Лин     | Китайский Тайбэй |
| 2019 | Тяжёлый форвард        | Павел Афанасьев   | Россия-1         |
| 2019 | Центровой              | Данило Тасич      | Сербия           |

### Победители конкурса по броскам сверху
| Год  | Игрок       | Команда              | Ссылка |
| ---- | ----------- | -------------------- | ------ |
| 2019 | Дарко Талич | Босния и Герцеговина | [ 3 ]  |

### Победители конкурса трёхочковых бросков
| Год  | Игрок        | Команда  | Ссылка |
| ---- | ------------ | -------- | ------ |
| 2019 | Роман Крюков | Россия-2 | [ 4 ]  |